# 물고기자리 109 b
물고기자리 109 b (HD 10697 b)는 물고기자리 109 주위에서 발견된 장주기 외계 행성이다. 이 행성의 질량은 목성의 약 6.38배이며 가스 행성일 것으로 보인다. 다른 별들 주위에서 발견되는 긴 공전주기를 갖는 행성들처럼, 이 행성의 공전궤도 이심률은 목성의 그것보다 더 크다.
어머니 항성으로부터 받는 열을 고려하면 유효 온도는 대략 264 켈빈 수준이지만, 내부열을 합치면 10 ~ 20 켈빈 정도 온도가 더 높을 것으로 보인다.
측정천문학적 관측을 통해 이 행성의 궤도경사각은 170.3도로 밝혀졌다. 이 값에 따르면 행성 질량은 목성의 38배가 되어 더 이상 행성이 아니라 갈색 왜성이 된다. 그러나 이후 이루어진 분석을 통해 상기 궤도경사각은 신뢰도가 결여된 값임이 밝혀졌고, 정확한 궤도경사각과 질량은 아직까지 밝혀지지 않은 상태이다.
| 행성의 거리                    | 일사량 (W/m2) | 지구대비 % |
| ------------------------------ | ------------- | ---------- |
| 화성 원일점 플럭스             | 494.00        | 36.06%     |
| 화성 평균 플럭스               | 590.589       | 43.11%     |
| 화성 근일점 플럭스             | 718.545       | 52.45%     |
| 물고기자리 109 b 원일점 플럭스 | 720.221       | 52.57%     |
| 물고기자리 109 b 평균 플럭스   | 875.116       | 63.88%     |
| 물고기자리 109 b 근일점 플럭스 | 1085.933      | 79.27%     |
| 지구 원일점 플럭스             | 1325.277      | 96.74%     |
| 지구 평균 플럭스               | 1369.938      | 100.00%    |
| 지구 근일점 플럭스             | 1416.896      | 103.43%    |

## 같이 보기
- 물고기자리 109
- 물고기자리 54 b

## 참고 문헌
1. ↑  Vogt;  외. (2000). “Six New Planets from the Keck Precision Velocity Survey”. 《The Astrophysical Journal》 536 (2): 902 – 914. doi:10.1086/308981.[깨진 링크(과거 내용 찾기)]
2. ↑  Han;  외. (2001). “Preliminary astrometric masses for proposed extrasolar planetary companions”. 《The Astrophysical Journal》 548 (1): L57 – L60. doi:10.1086/318927. 2019년 12월 13일에 원본 문서에서 보존된 문서. 2008년 7월 17일에 확인함.
3. ↑  Pourbaix, D. and Arenou, F. (2001). “Screening the Hipparcos-based astrometric orbits of sub-stellar objects”. 《Astronomy and Astrophysics》 372: 935 – 944. doi:10.1051/0004-6361:20010597.
4. ↑  fp=(((1.83 × 6.96e8)2)×(5.6704e-8)×(56144)) ÷ ((2.16-(2.16×0.1023))×149597876600)2